# Can Prat (Castellfollit del Boix)
Can Prat és una masia del terme de Castellfollit del Boix (Bages), inclosa a l'Inventari del Patrimoni Arquitectònic de Catalunya.

## Història
A la documentació de l'arxiu familiar, la referència més antiga és del 1041, i el 1210 és esmentat Berart Prat. En el fogatge de 1553, el propietari era Salvador Prat.
El 1764, Fèlix Prat i Quinquer, fill dels pagesos Manuel Prat i Rosa Quinquer, juntament amb altres socis, van constituir la societat Prat, Martí, Baldrich i Fuster, dedicada a «negociar en gèneros, especulacions y qualsevols altres qualitats de negocis tant per lo país com per la Estrangeria.», amb productes com sedes, aiguardent, sucre, xocolata i mongetes.
El 1986, la masia va patir un gran incendi, que hi va ocasionar unes grans destrosses, i fins al 2010 no s'iniciarian els treballs de reconstrucció i restauració.

## Descripció
Formada per planta baixa i pis, amb teulada a dues vessants, té un gran pati al davant tancat. Conserva la seva estructura original, encara que avui només s'habita el primer pis. A la planta baixa hi ha l'antiga cuina amb rajoles decorades, llar de foc amb escó, celler i antic menjador. És interessant a l'exterior les galeries a planta i primer pis formades per quatre arcades amb arcs de volta de cordill i pilars de pedra (molt deteriorada) als baixos i de maó al pis.
Arran de l'habilitació del segon pis com a habitatge el 1925, s'obrí una porta en una de les arcades fent unes escales d'accés annexes en un cos lateral a la casa arcades fent unes escales d'accés annexes en un cos lateral a la casa (corral, magatzem). Al menjador actual (antiga gran sala central del primer pis) s'hi conserva una talla de fusta policromada procedent de la capella annexa de la casa, imatge barroca de la Verge del Roser. En el cos annex hi ha inscrita en una llinda de fusta la data del 1671.